# Petroica australis
A Petroica australis a madarak osztályának a verébalakúak (Passeriformes) rendjéhez és a  cinegelégykapó-félék (Petroicidae) családjához tartozó faj.

## Rendszerezése
A fajt Anders Sparrman svéd ornitológus írta le 1788-ban, a Turdus nembe Turdus australis néven.

## Alfajai
- Petroica australis australis (Sparrman, 1788)
- Petroica australis longipes (Lesson & Garnot, 1827) - vagy önálló faj Petroica longipes néven
- Petroica australis rakiura C. A. Fleming, 1950

|  |  |

## Előfordulása
Új-Zéland területén honos. Természetes élőhelyei a mérsékelt övi erdők és cserjések, valamint vidéki kertek. Állandó, nem vonuló faj.

## Megjelenése
Testhossza 18 centiméter, testtömege 33–47 gramm.
|  |

## Életmódja
Gerinctelenekkel táplálkozik.

## Természetvédelmi helyzete
Az elterjedési területe nagyon nagy, egyedszáma viszont csökken, de még nem éri el a kritikus szintet. A Természetvédelmi Világszövetség Vörös listáján nem fenyegetett fajként szerepel.